# Malé Chantajské jezero
Malé Chantajské jezero (rusky Малое Хантайское озеро) je jezero v Tajmyrském rajónu v Krasnojarském kraji v Rusku. Je to mělké jezero s členitým pobřežím. Má rozlohu 58 km².

## Vodní režim
Voda do něj přitéká průtokem z Chantajského jezera. Odtéká z něj řeka Chantajka, přítok Jeniseje. Jezero je také součástí vzdutí Chantajské přehrady.